# Gaspard de Bavincourt
Gaspard de Bavincourt est un  moine bénédictin français né vers 1528 à Bapaume ou à Arras et décédé le 11 février 1576.

## Biographie
Chevalier de l'ordre de Saint-Jean de Jérusalem, puis moine de l'abbaye d'Anchin, il devint ensuite abbé d'Audenbourg en Flandre (Belgique) et fut envoyé comme député auprès du roi Philippe II d'Espagne. Il fit un voyage à Jérusalem, au mont Sinaï et au sépulcre de Sainte-Catherine.

## Sources
- Hippolyte-Romain-Joseph Duthillœul, Galerie douaisienne : Biographie des hommes remarquables de la ville de Douai, Douai, A. d'Aubers, octobre 1844 (lire en ligne), p. 16
- Enée-Aimé Escallier, L'abbaye d'Anchin : 1079-1792, Lille, L. Lefort, 1852 (lire en ligne), p. 13